# United Abominations
United Abominations è l'undicesimo album in studio della thrash metal band Megadeth.

## Descrizione
Questo è il primo studio album del gruppo pubblicato sotto l'etichetta Roadrunner Records. L'album è uscito prima in Giappone sotto l'etichetta Roadrunner Japan (una succursale della casa discografica olandese) l'8 maggio 2007 e contiene 12 tracce. Nel resto del mondo è uscito il 14 maggio 2007 contenente 11 tracce.
Con questo album Dave Mustaine è tornato a sonorità che si rifanno ai vecchi successi, con brani più veloci, più thrash, più anni '80.
La prima traccia, Sleepwalker, comincia, dopo un arpeggiare pulito che ricorda molto i Metallica, con i classici rimbombi e dei riff thrash. Gli assolo del brano richiamano alla memoria quelli di album come Rust In Peace.
Il secondo brano, Washington Is Next!, si apre con un giro di chitarra di Mustaine e
segue una linea melodica intrecciata con i riff di basso e ritmica, una specie di breve assolo che poi si ricongiunge al particolare ritmo del brano; la chitarra melodica si ripete nel ritornello, riprendendo il giro iniziale.
Insieme alla title track è il brano più politicamente e socialmente impegnato dell'album, in cui si denuncia l'attacco a istituzioni come la famiglia, lo Stato e la religione; il testo è scritto da Dave Mustaine.
Il terzo brano, "Never Walk Alone... A Call to Arms" è stato scritto in co-partecipazione sia da Mustaine sia dal chitarrista Glen Drover. Insieme a "A tout le monde (Set me free)" è l'unico brano per cui è stato prodotto un video musicale.
La title track è contro le Nazioni Unite, il testo esprime i sentimenti politici di Mustaine, di cui tutto l'album è impregnato, ricollegandosi direttamente ad alcuni brani del precedente album The System Has Failed, come Blackmail The Universe o The Scorpion.
Gears Of War presenta una intro molto cupo che rallenta fin quasi a fermarsi nei primi versi e riprende poi i velocità nel ritornello; il titolo è preso dal videogioco omonimo, per il quale gli stessi Megadeth hanno fornito parte della colonna sonora.
Blessed Are the Dead si apre con un giro di basso, sul quale Mustaine annuncia l'apocalisse, presentando la discesa dei Quattro biblici Cavalieri stampigliati nell'interno del libretto.
L'ultima traccia, Burnt Ice è caratterizzata da nove velocissimi assolo che si avvicendano per il brano ricordando, soprattutto nel finale, la sequenza di Hangar 18.
Questo album contiene la riedizione di un classico dei Megadeth presente nell'album Youthanasia del 1994, A Tout Le Monde, cantata con Cristina Scabbia del gruppo Gothic metal italiano Lacuna Coil.

## Copertina
La copertina dell'album presenta una nuova incarnazione della mascotte Vic Rattlehead scelta da un concorso su deviantART (nonostante il disegno si fosse classificato all'undicesimo posto).
Il soggetto si può avvicinare a quello dell'album Peace Sells... But Who's Buying?, che presentava egualmente il palazzo delle Nazioni Unite, messo in vendita dalla mascotte del gruppo Vic Rattlehead, in seguito ad un attacco nucleare.

## Tracce
1. Sleepwalker – 5:53
2. Washington Is Next! – 5:19
3. Never Walk Alone... A Call To Arms – 3:54
4. United Abominations – 5:35
5. Gears of War – 4:26
6. Blessed Are The Dead – 4:02
7. Play for Blood – 3:49
8. A Tout le Monde (Set Me Free) (feat. Cristina Scabbia) – 4:11
9. Amerikhastan – 3:43
10. You're Dead – 3:18
11. Burnt Ice – 3:47
12. Out on the Tiles (cover dei Led Zeppelin traccia "bonus" solo nell'edizione giapponese) – 4:03

- Tutte le tracce sono state scritte da Dave Mustaine eccetto Never Walk Alone... A Call to Arms, che è stata scritta da Dave Mustaine e da Glen Drover.

Altre tracce presenti in varie "edizione speciali" sono:
1. Black Swan – 4:02
2. The Bodies Left Behindz – 3:48
3. Special Live Track

## Formazione
- Dave Mustaine – voce e chitarra
- Glen Drover – chitarra e seconda voce
- James Lomenzo – basso
- Shawn Drover – batteria

### Ospiti speciali
- Cristina Scabbia – voce in A Tout Le Monde (Set Me Free)